# Trespa
Trespa est le nom de marque d'un type de plaque stratifiée haute pression (HPL) fabriquée par Trespa International BV, basée à Weert, aux Pays-Bas. Leurs panneaux sont utilisés pour le revêtement extérieur, les façades décoratives et les surfaces intérieures. Il est composé de fibres à base de bois ou de papier Kraft avec de la résine phénolique appliquée.

## Histoire
L'entreprise a été fondée par Hermann Krages, le fils d'un marchand de Brême en bois et en panneaux de fibres. Son père lui a initialement donné une usine de panneaux de fibres dans les monts Métallifères de Prusse-Orientale, qu'il a perdu à la fin de la Seconde Guerre mondiale. Il a ensuite déménagé à Scheuerfeld où il a acquis la papeterie Berger et a recommencé à fabriquer des plaques de fibres. Il se développe avec de nouvelles usines à Etzbach, Höxter, Leutkirch im Allgäu et à Brême. L'usine de Weert a été fondée en 1960.
Au départ, la société se concentre principalement sur la vente et le stockage de panneaux produits dans l'usine allemande de Leutkirch im Allgäu. En 1964, le nom a changé pour devenir « Weerter Plastics Industry ». En 1967, l'entreprise a été acquise par Hoechst, qui a utilisé son produit pour les surfaces dans ses laboratoires. En 1991, la société est rachetée par le groupe HAL Holding NV.

## Produits
Trespa commercialise différentes marques pour les applications intérieures ou extérieures, mais aussi plus spécifiquement pour les laboratoires.

## Fabrication
La plaque Trespa est fabriquée par compression de papier imprégné ou de fibres de bois et de résine époxy, phénolique ou polypropylène à haute pression et haute température. Une surface spéciale réalisée avec le traitement par faisceau électronique, une technique de revêtement développée par Trespa, garantit la durabilité et la résistance aux rayures. En raison de la possibilité d'ajouter des pigments colorés à la surface pendant le durcissement, différentes couleurs sont possibles. La technique de fabrication des plaques, qui sont en bois, est également appelée technologie de « Dry Forming ». Cette technique de production utilise des préimprégnés moins chers à l'achat que des couches de papier imprégné. Ces préimprégnés sont constitués de fibres de bois et de résines thermodurcissables. Cette technique a été appliquée pour la première fois en 1984. La surface de la plaque Trespa ayant un revêtement moléculaire dense, fait que le matériau est pratiquement imperméable aux intempéries : température, rayonnement UV et humidité. De plus, toute contamination, comme les graffitis, peut être enlevée assez facilement. En raison de ces avantages, le matériau est populaire depuis les années 1980 dans la production de surfaces de laboratoire et de signalisation extérieure, mais aussi pour les cabines de douche et les cabines de toilettes dans les établissements d'enseignement, les hôpitaux et les campings.